# Beremend
Beremend es un pueblo ubicado en el distrito de Siklós, en el condado de Baranya, Hungría.

## Superficie
Posee una superficie de 48,26 kilómetros cuadrados.

## Demografía
Hasta 2019 la población era de 2306 habitantes, con una densidad de población de 47,78 habitantes por kilómetro cuadrado.